# Grand Prix Jules Lowie 1944
La 1re édition du Grand Prix Jules Lowie, devenu la Nokere Koerse en 1963, a eu lieu le 26 avril 1944. Elle a été remportée par le Belge Marcel Kint.

## Classement final
Marcel Kint remporte la course. Quatre-vingt-deux coureurs ont pris le départ.
| Classement final, | Classement final, | Classement final, | Classement final, | Classement final, |
|                   | Coureur           | Pays              | Équipe            | Temps             |
| ----------------- | ----------------- | ----------------- | ----------------- | ----------------- |
| 1er               | Marcel Kint       | Belgique          | '                 |                   |
| 2e                | Theo Middelkamp   | Pays-Bas          |                   |                   |
| 3e                | Staf Van Overloop | Belgique          |                   |                   |
| modifier          |                   |                   |                   |                   |